# Aeroporto da Ota
O Aeroporto da Ota foi um projecto de localização de um novo aeroporto para servir a cidade de Lisboa, a ser construído na freguesia da Ota, no Município de Alenquer, que esteve em análise entre a década de 1960 e 2008. Foi abandonada em Janeiro de 2008 após a conclusão de um estudo coordenado pelo Laboratório Nacional de Engenharia Civil, que apontou como mais favorável uma solução aeroportuária no actual Campo de Tiro de Alcochete.

## Características propostas para o aeroporto da Ota
Se o novo Aeroporto Internacional de Lisboa fosse construído na Ota, ficaria a uma distância de cerca de 48 km da cidade de Lisboa, devendo ocupar uma área de cerca de 1400 hectares, bem maior que os cerca de 500 hectares ocupados pelo actual Aeroporto da Portela.
A capacidade do Aeroporto da Ota seria de aproximadamente 70 movimentos de aeronaves por hora (contra os 80 desejados pelo Governo), contra os actuais 34 por hora no actual Aeroporto da Portela, que passariam a ser 40 depois de aí concluídas as obras de expansão, previstas para entre 2006 e 2009. Teria cerca de 80 lugares para estacionamento de aviões, contra os 51 lugares do actual infra-estrutura, que passarão a ser 60 em 2009 após o seu alargamento. Na Ota, a capacidade seria de aproximadamente 25 milhões de passageiros por ano, contra os 16 milhões da Portela após a expansão prevista para 2009 (sendo a sua capacidade actual de 11 milhões de passageiros anuais).
O Aeroporto da Ota teria 2 pistas paralelas com cerca de 3600 m de comprimento e 50 m de largura cada. O Aeroporto da Portela tem também 2 pistas, não paralelas, uma com 3805 m e outra com 2400 m de comprimento, e ambas com 45 m de largura.
O projectado aeroporto da Ota teria capacidade para receber os aviões A380, que o actual Aeroporto de Lisboa não poderá acomodar.[carece de fontes?]
O Aeroporto da Ota estaria ligado a Lisboa pela futura linha de Alta Velocidade, Lisboa - Porto, com estação na Ota, ligando assim o aeroporto à capital do País em 17 minutos. O trajecto Lisboa - Ota poderia também ser feito por estrada, nomeadamente através da auto-estrada A1.
A construção de um novo aeroporto deve-se, essencialmente, ao esgotamento da capacidade do actual Aeroporto da Portela.
De acordo com as previsões iniciais do XVII Governo Constitucional, o próximo Aeroporto Internacional de Lisboa, se se situasse na Ota, abriria portas em 2017.

## Críticas
O investimento, que a NAER anunciou em Novembro de 2006 ser obrigada a rever em alta, previsto inicialmente entre 3,1 e 3,2 mil milhões de euros era considerado "faraónico" para o estado da economia portuguesa.
Especialistas de aeronáutica disseram que a Ota era um mau sítio para aterrar devido aos ventos predominantes do quadrante noroeste contra a rotação das pistas para nor-nordeste em que o vento passa a apresentar-se ainda menos enfiado com as pistas, prejudicando a performance dos aviões com os riscos operacionais acrescidos.
O relatório de contas da NAER de 2005 comprova que a escolha da localização do Aeroporto da Ota foi decidida sem a realização de estudos indispensáveis, nomeadamente sobre as considerações meteorológicas da região da Ota e sem prever a existência de uma estação meteorológica.
Como alternativa à localização na Ota foi muito debatida a hipótese de o novo Aeroporto Internacional de Lisboa vir a ser construído na margem sul do Tejo, tendo nesse sentido sido apontadas tentativamente as localizações de Rio Frio, Poceirão, Faias e Alcochete. O ministro Mário Lino declarou essas opções como negativas por se localizarem num 'deserto', declarações que provocaram indignação generalizada e pedidos de demissão que acabaram ignorados.
Todavia, em 10 de Janeiro de 2008 acabou por ser publicamente anunciada a construção em Alcochete segundo a hipótese em estudo H6.
Engenheiros ambientais criticaram a grande movimentação de terras para tornar plano o terreno da Ota, e fora do alcance do leito de cheia do rio Tejo.
Previa-se um esgotamento de capacidade do Aeroporto da Ota ao fim de 13 anos contra os 50 anos previstos pelo Governo, já que o vale da Ota só permite construir duas pistas e não poderá acomodar posteriores expansões. O Aeroporto de Barajas, em Madrid, já tem hoje cinco pistas. Novos aeroportos nos Estados Unidos prevêem possibilidade de expansão até às 12 pistas.
A distância de Lisboa e a sua dependência de outros meios de transporte de elevado dispêndio era outra das críticas.